# Ian Wright
Ian Edward Wright (* 3. listopadu 1963 Londýn) je bývalý anglický profesionální fotbalista, který hrával na pozici útočníka. Svoji hráčskou kariéru ukončil v létě 2000 v anglickém klubu Burnley FC. Mezi lety 1991 a 1998 odehrál také 33 utkání v dresu anglické reprezentace, ve kterých vstřelil 9 branek.

## Hráčská kariéra
Ian Wright hrál za Crystal Palace v letech 1985–1991, se kterým v roce 1989 postoupil do 1. ligy.
V letech 1991–1998 hrál za Arsenal. V sezoně 1991/92 se stal králem střelců anglické ligy. V roce 1993 vyhrál Arsenal oba domácí poháry. V roce 1994 Arsenal vyhrál PVP, Wright však nesměl ve finále proti Parmě nastoupit. Finále tak hrál až o rok později, to však Arsenal prohrál se Zaragozou. 13. 9. 1997 dal Wright hattrick proti Boltonu, čímž překonal Cliffa Bastina na pozici nejlepšího střelce v historii Arsenalu. Tento primát mu pak v roce 2005 sebral Thierry Henry. V roce 1998 vyhrál Arsenal ligu.
Na konci kariéry hrál Wright v letech 1998–2000 v dalších 4 klubech: West Hamu United, Nottinghamu Forest, Celticu a Burnley.
V letech 1991–1998 hrál Wright 33 zápasů za Anglii, dal 9 gólů, všechny v letech 1993 a 1997.

## Osobní život
Profesionální fotbalisté Shaun Wright-Phillips a Bradley Wright-Phillips jsou synové Iana Wrighta. Ian Shauna adoptoval, když mu byly 3 roky. Byl to syn tehdejší Ianovy partnerky Sharon Phillipsové. S ní měl pak Ian dalšího syna Bradleyho. Ian má ještě třetího syna s jinou partnerkou.

## Statistiky

### Klub
| Klub              | Sezona  | Liga            | Liga | Liga | FA Cup | FA Cup | League Cup | League Cup | Evropa | Evropa | Ostatní | Ostatní | Celkem | Celkem |
| Klub              | Sezona  | Divize          | Záp. | Góly | Záp.   | Góly   | Záp.       | Góly       | Záp.   | Góly   | Záp.    | Góly    | Záp.   | Góly   |
| ----------------- | ------- | --------------- | ---- | ---- | ------ | ------ | ---------- | ---------- | ------ | ------ | ------- | ------- | ------ | ------ |
| Crystal Palace    | 1985/86 | Second Division | 32   | 9    | 1      | 0      | 1          | 0          | 0      | 0      | 2       | 0       | 36     | 9      |
| Crystal Palace    | 1986/87 | Second Division | 38   | 9    | 1      | 0      | 4          | 1          | 0      | 0      | 1       | 0       | 44     | 10     |
| Crystal Palace    | 1987/88 | Second Division | 41   | 20   | 1      | 0      | 3          | 3          | 0      | 0      | 1       | 0       | 46     | 23     |
| Crystal Palace    | 1988/89 | Second Division | 42   | 24   | 1      | 0      | 2          | 1          | 0      | 0      | 9       | 8       | 54     | 33     |
| Crystal Palace    | 1989/90 | First Division  | 26   | 8    | 4      | 2      | 4          | 1          | 0      | 0      | 3       | 2       | 37     | 13     |
| Crystal Palace    | 1990/91 | First Division  | 38   | 15   | 3      | 1      | 5          | 3          | 0      | 0      | 6       | 6       | 52     | 25     |
| Crystal Palace    | 1991/92 | First Division  | 8    | 5    | 0      | 0      | 0          | 0          | 0      | 0      | 0       | 0       | 8      | 5      |
| Crystal Palace    | Celkem  | Celkem          | 225  | 90   | 11     | 3      | 19         | 9          | 0      | 0      | 22      | 16      | 277    | 118    |
| Arsenal           | 1991/92 | First Division  | 30   | 24   | 0      | 0      | 3          | 2          | 0      | 0      | 0       | 0       | 33     | 26     |
| Arsenal           | 1992/93 | Premier League  | 31   | 15   | 7      | 10     | 8          | 5          | 0      | 0      | 0       | 0       | 46     | 30     |
| Arsenal           | 1993/94 | Premier League  | 39   | 23   | 3      | 1      | 4          | 6          | 6      | 4      | 1       | 1       | 53     | 35     |
| Arsenal           | 1994/95 | Premier League  | 31   | 18   | 2      | 0      | 3          | 3          | 9      | 9      | 2       | 0       | 47     | 30     |
| Arsenal           | 1995/96 | Premier League  | 31   | 15   | 2      | 1      | 7          | 7          | 0      | 0      | 0       | 0       | 40     | 23     |
| Arsenal           | 1996/97 | Premier League  | 35   | 23   | 1      | 0      | 3          | 5          | 2      | 2      | 0       | 0       | 41     | 30     |
| Arsenal           | 1997/98 | Premier League  | 24   | 10   | 1      | 0      | 1          | 1          | 2      | 0      | 0       | 0       | 28     | 11     |
| Arsenal           | Celkem  | Celkem          | 221  | 128  | 16     | 12     | 29         | 29         | 19     | 15     | 3       | 1       | 288    | 185    |
| West Ham United   | 1998/99 | Premier League  | 22   | 9    | 1      | 0      | 2          | 0          | 0      | 0      | 0       | 0       | 25     | 9      |
| West Ham United   | 1999/00 | Premier League  | 0    | 0    | 0      | 0      | 0          | 0          | 1      | 0      | 0       | 0       | 1      | 0      |
| West Ham United   | Celkem  | Celkem          | 22   | 9    | 1      | 0      | 2          | 0          | 1      | 0      | 0       | 0       | 26     | 9      |
| Nottingham Forest | 1999/00 | First Division  | 10   | 5    | 0      | 0      | 0          | 0          | 0      | 0      | 0       | 0       | 10     | 5      |
| Nottingham Forest | Celkem  | Celkem          | 10   | 5    | 0      | 0      | 0          | 0          | 0      | 0      | 0       | 0       | 10     | 5      |
| Celtic            | 1999/00 | Premiership     | 8    | 3    | 1      | 0      | 1          | 0          | 0      | 0      | 0       | 0       | 10     | 3      |
| Celtic            | Celkem  | Celkem          | 8    | 3    | 1      | 0      | 1          | 0          | 0      | 0      | 0       | 0       | 10     | 3      |
| Burnley           | 1999/00 | Second Division | 15   | 4    | 0      | 0      | 0          | 0          | 0      | 0      | 0       | 0       | 15     | 4      |
| Burnley           | Celkem  | Celkem          | 15   | 4    | 0      | 0      | 0          | 0          | 0      | 0      | 0       | 0       | 15     | 4      |
| Celkem            | Celkem  | Celkem          | 501  | 239  | 29     | 15     | 51         | 38         | 20     | 15     | 25      | 17      | 626    | 324    |

### Reprezentace
| Anglie | Anglie | Anglie |
| Rok    | Zápasy | Góly   |
| ------ | ------ | ------ |
| 1991   | 4      | 0      |
| 1992   | 3      | 0      |
| 1993   | 9      | 5      |
| 1994   | 4      | 0      |
| 1995   | 0      | 0      |
| 1996   | 1      | 0      |
| 1997   | 8      | 4      |
| 1998   | 4      | 0      |
| Celkem | 33     | 9      |

## Úspěchy
Arsenal
- Premier League: 1997/98[4]
- FA Cup: 1992/93, 1997/98
- Football League Cup: 1992/93
- Pohár vítězů pohárů: 1993/94

West Ham United
- Pohár Intertoto: 1999

Individuální
- Král střelců anglické ligy: 1991/92
- Crystal Palace Player of the Year: 1988/89[7]
- PFA Team of the Year: 1988/89 Second Division,[8] 1992/93 Premier League,[9] 1996/97 Premier League[10]
- Hráč měsíce Premier League: Listopad 1996[4]
- English Football Hall of Fame: 2005[11]
- Crystal Palace Centenary XI: 2005[12]
- BBC Goal of the Season: 1989/-90[13]
- Crystal Palace Player of the Century
- Member of the Order of the British Empire: 2000[14]
- London Football Awards Outstanding Contribution to London Football: 2018[15]